# Cardonal (Atitalaquia)
Cardonal es una localidad de México perteneciente al municipio de Atitalaquia en el estado de Hidalgo. Se encuentra conurbada a la zona metropolitana de Tula.

## Geografía
A la localidad le corresponden las coordenadas geográficas 20° 3’ 38.204” de latitud norte y 99° 13’ 53.747” de longitud oeste, con una altitud de 2094 m s. n. m. Se encuentra a una distancia aproximada de 2.81 kilómetros al noroeste de la cabecera municipal, Atitalaquia.
En cuanto a fisiografía se encuentra dentro de la provincia del Eje Neovolcánico dentro de la subprovincia de Llanuras y Sierras de Querétaro e Hidalgo; su terreno es de llanura y lomerío. En lo que respecta a la hidrología se encuentra posicionado en la región Panuco, dentro de la cuenca del río Moctezuma, en la subcuenca del río Salado. Cuenta con un clima semiseco templado.

## Demografía
En 2020 registró una población de 12 081 personas, lo que corresponde al 38.32 % de la población municipal. De los cuales 6000 son hombres y 6081 son mujeres. Tiene 3270 viviendas particulares habitadas.
| Gráfica de evolución demográfica de Cardonal entre 1900 y 2020                               |
|                                                                                              |
| Población de los censos y conteos del Instituto Nacional de Estadística y Geografía (INEGI). |

## Economía
La localidad tiene un grado de marginación bajo y un grado de rezago social muy bajo.